# Venus (Schiff, 1914)
Die Venus war ein Fahrgastschiff in Berlin.

## Geschichte
Die Venus wurde 1914 auf der Grasnickschen Werft in Friedrichshagen gebaut. Als die Reederei F. Müller & Söhne in den 1920er-Jahren ihren Schiffsbestand auf- und ausbaute, kaufte sie auch die Venus an. Nach einem ersten Umbau war das Schiff für die Beförderung von 106 Personen geeignet. Müller setzte das Schiff hauptsächlich im Nahverkehr ab Erkner ein. 1931 war die Venus das kleinste der fünf Schiffe, die die Reederei damals im Einsatz hatte. 1935 hatten F. Müller & Söhne nach dem Ankauf der Silesia sechs Schiffe, von denen die Venus, die nun nur noch 100 Fahrgäste befördern durfte, weiterhin das kleinste war.
Am 8. März 1944 wurde die Venus von einer Bombe getroffen und brannte aus.
1946 wurden die Schiffe Imperator, Imperator II, Bremen  und Fortuna als Kriegsentschädigung von der Sowjetunion beansprucht und abtransportiert. Franz Müllers Söhne hatten danach nur noch die Freya, die Emden und das Wrack der Venus zur Verfügung. Sie ließen die Venus auf der Werft der Gebrüder Winkler in Kalkberge reparieren und um drei Meter verlängern. Bei diesem Umbau erhielt das Schiff auch eine kleine Vorderkajüte. Die Venus wurde danach in der Löcknitz-Fahrgemeinschaft eingesetzt. Betrieben wurde sie ab etwa 1947 von Karl und Selma Müller.
1964 wurde das Schiff vom VEB Fahrgastschiffahrt Berlin übernommen. Im Frühjahr 1970 erhielt es einen neuen Namen. Als Werlsee war es wohl noch bis in die späten 1970er in Fahrt.